# Palaquium majas
Palaquium majas är en tvåhjärtbladig växtart som beskrevs av Herman Johannes Lam. Palaquium majas ingår i släktet Palaquium och familjen Sapotaceae. Inga underarter finns listade i Catalogue of Life.